# Monti Dayu
I monti Dayu (dà-yǔ lǐngP) sono un gruppo montuoso che separa il fiume Zhenshui (浈水, la parte superiore del fiume Bei), affluente del fiume delle Perle, dal fiume Zhangshui (章水, uno degli affluenti Gan) a sua volta affluente del Yangtze. I monti Dayu si estendono tra Guangdong e la provincia di Jiangxi, e sono una delle cinque catene che costituiscono il sistema dei monti Nanling. Si sviluppano da sud-ovest a nord-est attraversando Shaoguan del Guangdong e Ganzhou del Jiangxi.